# 波斯古经
《波斯古經》，也译作《阿維斯陀》、《阿維斯塔》，是瑣羅亞斯德教（祆教）的經典，當中最古老的部份可追溯至公元前1323年。
教義概括為神學上的一元論和哲學上的二元論。認為宇宙初期有善惡兩種神，善神為阿胡拉·瑪茲達，意思為智慧之主、光明、生命、創造、善行、美德、秩序、真理的化身。惡神為安格拉曼鈕，是黑暗、死亡、破壞、謊言、惡行的化身。最後善神擊敗惡神，成為世界唯一存在的主宰。
传世者有两种版本，其一《阿维斯陀》，以阿维斯陀文形成，为祈祷文汇集，以阿维斯陀文字书就。时至今日，琐罗亚斯德教神职人员祈祷时亦颂之。其二，《曾德·阿维斯陀》（即《阿维斯陀注释本》），内容与前者基本相同，编排有所不同，旨在供研究，而非诵读。此版本分为卷、章、节，附有“注释”。《曾德·阿维斯陀》以中古波斯文形成，并非以阿维斯陀文字母，而是以巴列维文字母书就。

## 组成
《阿维斯陀》的古文内容庞杂，约三十五万字，写在约一万两千张羊皮上，编成于公元前四世纪，亚历山大大帝征伐波斯遭焚，仅存一卷。安息王朝时期重新搜集、整理，萨珊王朝时期始告完成（公元三世纪），辑为二十一卷，分为五部分：
《温迪达德》意即“降德弗文典”（又做驱魔书，降魔书），为律法和戒律汇集，其意旨在于：相符邪恶和魔怪（德弗）、确立义。采取查拉图什特拉（琐罗亚斯德）与至高神阿胡拉·玛兹达对话的形式，其内容涉及仪典的纯正、赎罪、种种戒律以及神话。共二十二章。
《维斯配雷德》意即“一切统御者”，即“一切善者的守护者”，为祈祷颂歌，通常为二十四章，其内容与《耶斯那》相近。
《耶斯那》，意即“诵读”、“敬拜”，其内容包括献祭和祈祷时所用祷词、对神之赞颂和吁求。共七十二章，其中十七章属《伽泰》（被视为阿维斯陀中最古老的的部分）。
《耶什特》，意即“崇拜”、“赞颂”，来自阿维斯陀文“ias”，为赞颂之歌，共二十二歌。每一首歌为对一神而发，包容众多神话内容。
《库尔达》，包容祈祷词，其中部分以中古波斯文形成，《库尔达》通常包括《耶什特》。
波斯古經除了記述伊朗的宗教神話、讚歌、禮儀、戒律外，還包括其民族起源、歷史、民間傳說、英雄史詩等內容；波斯宗教中對天使、魔鬼的描述以及其末世觀念和末日審判。
现在所流行的版本并非完整的古老全文，约为古卷的1/3，根据后来琐罗亚斯德教的传说，其中的佚失主要是因为亚历山大大帝在攻破古波斯后，对其文化的破坏所致。